# والدمارو بارتولوتزی
والدمارو بارتولوتزی (ایتالیایی: Waldemaro Bartolozzi؛ زادهٔ ۲۶ اکتبر ۱۹۲۷) دوچرخه‌سوار اهل ایتالیا است.